# یان ایگل استورهولت
یان ایگل استورهولت (انگلیسی: Jan Egil Storholt؛ زادهٔ ۱۳ فوریهٔ ۱۹۴۹) اسکیت‌باز سرعت اهل نروژ بود.